# Великое (озеро, Сегежский район)
Великое — озеро на территории Поповпорожского сельского поселения Сегежского района Республики Карелия.

## Общие сведения
Площадь озера — 3,3 км², площадь водосборного бассейна — 58,9 км². Располагается на высоте 129,5 метров над уровнем моря.
Форма озера лопастная, продолговатая, вытянуто с северо-запада на юго-восток. Берега озера каменисто-песчаные, местами заболоченные.
Через озеро протекает река Карбозерка, втекая в него с юго-западной стороны и вытекая — с юго-восточной.
Населённые пункты возле озера отсутствуют. Ближайший — посёлок при станции Быстряги — расположен в 4 км к западу от озера.
Код объекта в государственном водном реестре — 02020001311102000006711.